# Swertia luquanensis
Swertia luquanensis là một loài thực vật có hoa trong họ Long đởm. Loài này được S.W. Liu miêu tả khoa học đầu tiên năm 1994.